# Снегоплавильная опрыскивательная система
Снегоплавильная опрыскивательная система (яп. 消雪パイプ Сё:сэцу паипу, букв. «Снегоплавильный трубопровод») — это одна из систем предотвращания накопление снега и льда на проезжих частях автодорог, тротуарах (пешеходных дорожках), велосипедных дорожках, железнодорожных путях и т. п. в Японии. Снегоплавильная опрыскивательная система представляет собой систему по откачке подземных вод и опрыскиванию ими из спринклеров, встроенных в дорогу или установленных вдоль железнодорожных путей, проезжих частей автодорог, тротуарах (пешеходных дорожках), велосипедных дорожек, железнодорожных путей и т. п. в Японии с целью растопить снег.

## Описание
Существуют различные теории о том, кто первым придумал снегоплавильную опрыскивательную систему. Одна из них гласит, что Ёсабуро Имаи, основатель кондитерской компании Наниваясэика, известной своими рисовыми крекерами Каки но танэ, а также член городского совета города Нагаока, префектура Ниигата, заметил, что снега не было только в тех местах города, где просачивались грунтовые воды. Имаи призвал для очистки дорог от снега установить систему, выкачивающую теплые 13-градусные подземные воды и распыляющую их на дорогах общего пользования в городе Нагаока, и добился установки данной системы в 1961 году. В городе Нагаока 30 января 1963 года было зафиксировано рекордное выпадение осадков, толщина снежного покрова составила 318 см. Все были поражены огромным воздействием снегоплавильной опрыскивательной системы: вся дорога длиной 3,7 км, где была установлена данная система, была полностью свободна от снега.
Снегоплавильная опрыскивательная система обычно встречается на главных дорогах в относительно тёплых регионах, где вследствие природного феномена «снежной страны» выпадает много снега, таких как: место рождения данной системы город Нагаока, северная часть префектуры Нагано, Санъин и на равнинах от Хокурику до Тохоку. Грунтовые воды выкачиваются и изливаются из спринклеров, встроенных в дороги на проезжие части, чтобы растопить снег. В регионах с низкими температурами, таких как горы, горные районы и на Хоккайдо, вода, используемая для плавления снега, замерзает, поэтому удаление снега с помощью снегоплавильной опрыскивательной системы там не используется, а используется только дорожная снегоплавильная система, в которой в качестве источника тепла для таяния снега используется подповерхностный электрический нагревательный кабель или система подповерхностных трубок, по которым циркулирует разогретый теплоноситель. Источниками разогрева теплоносителя может быть тепло, поступающее с ТЭЦ, геотермальное тепло, также теплоноситель может разогреваться с использованием электричества.

## Недостатки
Хотя снегоплавильная опрыскивательная система быстро распространялась в регионах с сильными снегопадами, в частности, в регионах Хокурику и Тохоку в качестве устройства удаления снега с дорог, она также вызывала множество неблагоприятных последствий. Наиболее заметным является оседание грунта из-за выкачивания подземных вод, что стало серьёзной проблемой в некоторых районах и привело к внедрению компьютерного контроля за выкачиванием подземных вод. По этой причине местные органы власти, управляющие дорогами, должны были обеспечивать новые источники воды для снегоплавильной опрыскивательной системы вместо подземных вод. В 1987 году министерство строительства приняло политику использования многоцелевых плотин в качестве нового источника воды для данной системы. Она был введена на нескольких плотинах в районе Хокурику, в основном в префектуре Тояма. Кроме того, были предприняты усилия по содействию экономии воды путем публикации уровня грунтовых вод в Интернете.
Кроме того, многие из установленных спринклеров разбрызгивают воду по одной и той же траектории, что приводит к неравномерному таянию снега, а оставшийся нерастаявший снег и вода смешиваются, это препятствует движению пешеходов. Когда температура понижается, то дорожное покрытие покрывается льдом, что делает дорогу ещё более трудно проходимой, чем с одним только снегом.
Если дренажная способность падает из-за плохого дренажа или застоя снега, разбрызгиваемая вода может накапливаться, затоплять дорогу и забрызгивать пешеходов.
Кроме того, оборудование для снегоплавильной опрыскивательной системы раньше часто изготавливали из стали, что вызывало такие проблемы, как поломки самого оборудования и окрашивание дорог в красный цвет из-за ржавчины и коррозии. В качестве контрмеры стали использовать менее агрессивные материалы, такие как нержавеющая сталь и трубы из ПВХ.

## Использование летом
В префектуре Ниигата с 2018 года на городских дорогах в некоторых районах, таких, как город Сандзё, стали использовать снегоплавильную опрыскивательную систему как средство борьбы с летней жарой.